# Laccophilus lineatus
Laccophilus lineatus är en skalbaggsart som beskrevs av Aubé 1838. Laccophilus lineatus ingår i släktet Laccophilus och familjen dykare. Inga underarter finns listade i Catalogue of Life.